# Buscastell
Buscastell ist ein Ort im Gemeindebezirk (Municipio) Sant Antoni de Portmany auf der spanischen Baleareninsel Ibiza. 2016 lebten 488 Einwohner in dem Ort, der rund 7,5 km von Sant Antoni de Portmany entfernt in der Ebene Plà des Corona liegt.
Der Ort hat keinen Pfarrstatus, aber es gibt eine kleine Kirche sowie eine Kapelle, die in den sechziger Jahren des zwanzigsten Jahrhunderts erbaut wurde. Es Broll im Ortsbereich von Buscastell ist eine außergewöhnliche landwirtschaftliche Landschaft, mit vielen Terrassen, Wasserkanälen, Brücken und Wasserspeichern die aus der muslimischen Zeit stammen.